# Metz-en-Couture
Metz-en-Couture is een gemeente in het Franse departement Pas-de-Calais (regio Hauts-de-France). De plaats maakt deel uit van het arrondissement Arras. Metz-en-Couture telde op 1 januari 2022 606 inwoners.

## Geografie
De oppervlakte van Metz-en-Couture bedroeg op 1 januari 2022 10,73 vierkante kilometer; de bevolkingsdichtheid was toen 56,5 inwoners per km².

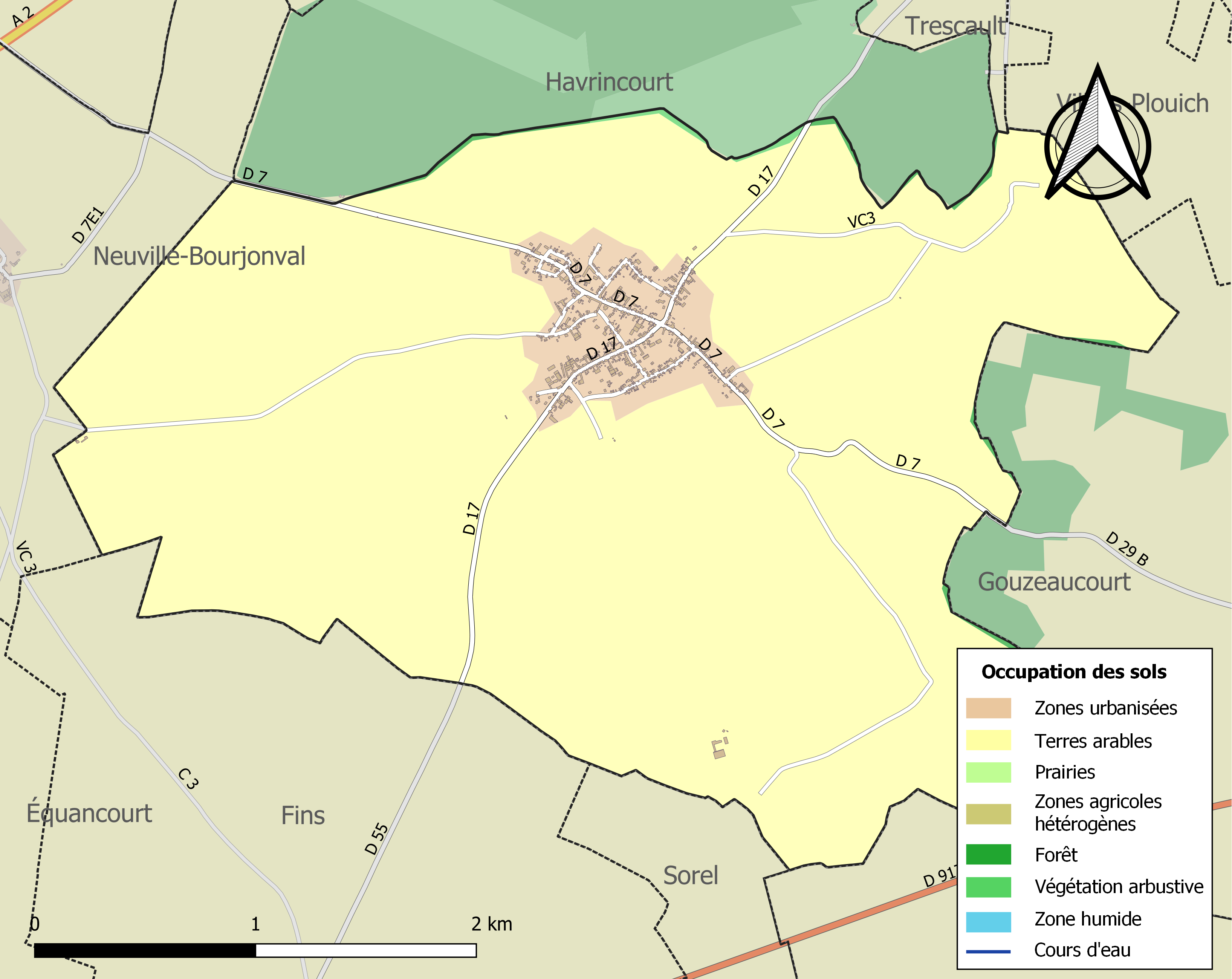
Kaart van de gemeente met belangrijkste infrastructuur, bodemgebruik en omliggende gemeenten

## Demografie
Onderstaande figuur toont het verloop van het inwonertal (bron: INSEE-tellingen).